# Pietro Avanzini
Pietro Avanzini (Rome, 3 octobre 1832 – Rome, 7 avril 1874), est un prêtre et missionnaire italien, fondateur du séminaire pontifical romain des Saints-Apôtres-Pierre-et-Paul, devenu plus tard Institut pontifical pour les missions étrangères.

## Formation
Il est le fils de Lorenzo Avanzini et de son épouse, née Camilla Maria Caterina Antonetti. Il fréquente à Rome les cours du vénérable collège de Santa Maria in Monticelli (sur l'île tibérine). Voulant répondre à sa vocation, il s'inscrit en 1851 au Collegio Capranica pour se former au sacerdoce et suit les cours du collège jésuite, aujourd'hui université grégorienne. Il reçoit son baccalauréat de philosophie en 1851, sa licence de philosophie en 1852, et son doctorat en 1853. Il termine son cycle de théologie en 1857. Il suit aussi des cours de droit canonique ; il est docteur in utroque jure en 1860.
Il reçoit la tonsure et les premiers ordres par le cardinal Patrizi (vicaire général de Rome) et il est ordonné prêtre le 20 décembre 1856 en la basilique Saint-Jean-de-Latran.
Il devient clerc surnuméraire de la chapelle pontificale, travaillant auprès de la pénitencerie apostolique en tant que correcteur. En juillet 1865, il lance les Acta Sanctae Sedis qui livrait régulièrement au public les documents officiels du Saint-Siège et de la Curie. la revue poursuit ses publications jusqu'en 1909, date à laquelle elle est rachetée par le Saint-Siège et prend le nom d'Acta Apostolicae Sedis.
Don Avanzini fonde à son domicile, le 23 décembre 1871, le séminaire pontifical des Saint-Apôtres-Pierre-et-Paul pour les missions étrangères, approuvé en 1874 par le pape Pie IX. Il fusionne en 1926 avec l'Institut pour les missions étrangères de Milan (fondé en 1850 par Angelo Ramazzotti) pour devenir l'Institut pontifical pour les missions étrangères.